# Phạm Cường
Phạm Cường tên thật là Phạm Tiến Cường (sinh ngày 30 tháng 8 năm 1965 tại Đông Phương, Kiến Thụy, Hải Phòng) là một nam diễn viên Việt Nam nổi tiếng trong thập niên 90 và đầu thập niên 2000. Ông hoạt động chủ yếu trong hai lĩnh vực sân khấu và truyền hình. Ông được phong tặng Nghệ sĩ ưu tú và hiện là Giám đốc hãng sản xuất phim Điện ảnh Quân đội nhân dân, mang hàm Đại tá.

## Tiểu sử
- Phạm Cường sinh ngày 30 tháng 8 năm 1965 trong gia đình có đông anh chị em và không ai trong gia đình theo nghệ thuật ở Hải Phòng. Phạm Cường là người duy nhất trong gia đình theo đuổi nghệ thuật.[4][5]
- Trước khi thi vào Trường Đại học Sân khấu và Điện ảnh Hà Nội, ông từng kinh qua nhiều nghề như thợ làm bánh, thợ sơn, thợ xây tại Hải Phòng.[6]
- Phạm Cường gây ấn tượng với các vai đàn ông lịch thiệp, có phần cứng nhắc, khô khan. Trong "Khoan nói lời yêu thương" năm 2009, ông vào vai người gia trưởng, vai diễn mang về cho ông giải thưởng Cánh diều vàng cho nam diễn viên phim truyền hình 2010.[7]
- Phạm Cường kết hôn với diễn viên Thu Quế, người Hà Nội.[8] Anh định cư và hoạt động tại Hà Nội và có hai người con một trai, một gái.[9]

## Các phim tham gia
- Những người "dớ dẩn" [10]
- Sống mãi với thủ đô
- Giọt nước mắt giữa hai thế kỷ
- Chủ tịch tỉnh[11][12]
- Chiều tàn thu muộn
- Cầu vồng đi đón cơn mưa
- Còn mãi với tình yêu
- Dây neo hạnh phúc
- Bến nước đời người
- Vết trượt
- Chuyện ngày xưa
- Cảnh sát hình sự: Cổ cồn trắng (2 phần)
- Ranh giới
- Dải lụa
- Bình minh đỏ
- Bến bờ vực thẳm
- Đèn vàng
- Vòng nguyệt quế
- Khoan nói lời yêu thương
- Hà Nội một thời
- Trả giá
- Hạnh phúc nhọc nhằn
- Mặt nạ da người
- Nếu chỉ là giấc mơ
- Một tuần làm dâu
- Cô hàng xóm rắc rối
- Đối thủ kỳ phùng
- Người giữ lửa
- Hướng dương ngược nắng
- Trạm cứu hộ trái tim
- Người lính đặc nhiệm

## Giải thưởng
- 02 Huy chương vàng liên hoan sân khấu kịch toàn quốc (1991, 2007)
- 01 Huy chương vàng toàn quân (1995)
- 01 Giải Cánh diều vàng 2009, cho Nam diễn viên chính xuất sắc thể loại Phim video / phim ngắn tập - Hội Điện ảnh Việt Nam (2010)[13] - phim Khoan nói lời yêu thương.